# カート・ファーンリー
カート・ファーンリー（Kurt Fearnley、1981年3月23日- ）は、オーストラリアの車いす陸上競技選手。アテネ、北京パラリンピックの金メダリスト。クラスはT54。

## 人物
5番目の子供として生まれたが、仙骨発育不全であり、1週間以上は生きられないと思われていた。学校ではラグビーなど様々なスポーツに参加し、車いすレースでは、14歳の時に17歳のレベルに達していた。高校卒業後、シドニーへ引っ越した。
本業は教師。

### 名前の表記
「クート」と表記している例もあるが、著名人では同じ綴りの「Kurt Donald Cobain（ロックバンド・ニルヴァーナのボーカリスト）」が「カート・コバーン」、映画俳優の「Kurt Russell」が「カート・ラッセル」であることから、「カート」とした。なお、実際の発音は日本人にとって「カ」と「ク」の中間であり、どちらとも取れる音である。

## 主な戦績
- 2000年　シドニー・パラリンピック　800m銀メダル
- 2004年　アテネオリンピックの公開競技だった1500mの車いすレースで5位
  - アテネ・パラリンピック　5000mとマラソンで金メダル
- 2006年　IPC世界選手権大会　3つの金メダルと1つの銅メダルを獲得
- 2008年　北京パラリンピック　マラソン金メダル、800mと5000mで銀メダル、1500mで銅メダル
- 2009年　ニューヨークシティマラソン　優勝(2006~2009まで4連覇)
  - ソウルマラソン　優勝
  - シカゴマラソン　優勝　(2007~2009まで3連覇)
  - パリマラソン　優勝
  - ロンドンマラソン　優勝
- 2011年　IPC陸上競技世界選手権大会　マラソン　優勝
- 2012年　ロンドンパラリンピック　マラソン銀メダル